# الكسندر سميرنوف (لاعب هوكي الجليد)
الكسندر سميرنوف (بالروسية: Апексндр Евгеньевич Смирнов)‏ هو لاعب هوكي الجليد روسي، ولد في 17 أغسطس 1964 في فوسكريسينسك في روسيا.

## وصلات خارجية
- ألكسندر سميرنوف على موقع EliteProspects.com (الإنجليزية)
- ألكسندر سميرنوف على موقع Eurohockey.com (الإنجليزية)
- ألكسندر سميرنوف على موقع HockeyDB.com (الإنجليزية)
- ألكسندر سميرنوف على موقع أوليمبيديا (الإنجليزية)